# 納門滕加省
納門滕加省（法語：Namentenga）是布基納法索中北大區東部的一個省，面積6,464平方公里。2006年人口327,749人。首府布爾薩。
本區下轄八縣。